# Zuflurstück
Zuflurstück ist ein Begriff aus dem deutschen Grundstücksrecht innerhalb des Sachenrechts und bezeichnet eine Teilfläche, die keinen eigenständigen Eintrag im Grundbuch hat. Dies ist nur möglich, wenn die Fläche von einem Flurstück – in der Fachsprache: durch eine Flurstücks-Zerlegung – abgetrennt wurde, um einem anderen Flurstück zugeschrieben zu werden (Flurstücks-Verschmelzung). 
Das Zuflurstück wird in § 2 Abs. 3 Grundbuchordnung angesprochen – in der Kommentarliteratur wird es definiert als Fläche, „die im Vollzug einer Vermessung sogleich wieder mit anderen verschmolzen [wird] und daher nur eine vorübergehende Bedeutung“ hat. Es bekommt wegen der vorübergehenden Natur keine eigene Grundbuchnummer, sondern wird mit der Nummer des Flurstücks bezeichnet, dem es zugeschlagen wird, in Form einer „Zuflurstücksnummer“. Bei der anschließenden Zuschreibung gilt das Zuflurstück als Grundstück im Sinne des § 890 BGB, die Vereinigung wird gemäß § 6 GBO vorgenommen.